# Can Galceran (els Hostalets de Pierola)
Can Galceran és una masia dels Hostalets de Pierola (Anoia) inclosa a l'Inventari del Patrimoni Arquitectònic de Catalunya.

## Descripció
Masia de planta baixa, pis i golfes amb un cos adossat de planta i pis.
La façana presenta una orientació aixamfranada. Sobre la porta d'entrada hi ha un balcó, la resta de les obertures són finestres. En el cos adossat presenta l'estructura clàssica: una gran sala al primer pis, en el paviment de la qual hi ha la data inscrita del 1835. al davant de la casa hi ha un pati que queda tancat per un mur i una gran porta, en la llinda de la qual hi ha la data del 1614. a l'altre extrem del pati hi ha unes edificacions que eren els antics cups i celler.

## Història
A la casa es conserva un testament del 1408.